# Laser stevenii
Laser stevenii — вид квіткових рослин з родини окружкових (Apiaceae). Ареал охоплює такі країни: Північний Кавказ, Грузія.

## Морфологічний опис
Багаторічна трав'яниста рослина. Стебло товсте, 100 см заввишки, борозенчасте, в міжвузлях білувато запушене. Прикореневі листки на черешках, трикутні, 30–40 см завдовжки і 20–30 см завширшки, тричі перисті, черешочки при підставі з пучком досить довгих волосків. Третинні частки яйцювато-ланцетоподібні на черешечках, при основі перисто-розсічені, на верхівці глибоко перисто надрізані. Нижні часточки останнього порядку ланцетоподібні, гострі, з коротким гострим кінцем, знизу волосисті, зверху голі. Парасольки великі, з 30–60 променями. Зубці чашечки майже рівні парасольці, запушені, шилоподібні. Пелюстки жовті. Цвітіння у липні.